# Paweł Mąciwoda
Paweł Mąciwoda (født 20. februar 1967) er en polsk bassist i det tyske rock-band Scorpions.